# Pradawny ląd 11: Inwazja Minizaurów
Pradawny ląd 11: Inwazja Minizaurów (ang. The Land Before Time XI: Invasion of the Tinysauruses) – amerykański film animowany dla dzieci.
Opowiada dalszych losach pięciu dinozaurów: Liliputa (apatozaur), Cery (triceratops), Pterusia (pteranodon), Kaczusi (zaurolof) i Szpica (stegozaur).

## Opis fabuły[1]
W Wielkiej Dolinie dinozaury odkrywają, że nieznani sprawcy ogołocili z kwiatów jedno z drzew - ich lokalny przysmak. Rozpoczynają śledztwo w celu znalezienia sprawców i natrafiają na kolonie Minizaurów.

## Obsada oryginalna
- Aaron Spann - Liliput (głos)
- Aria Noelle Curzon - Kaczusia (głos)
- Anndi McAfee - Cera (głos)
- Jeff Bennett - Pteruś (głos)
- Rob Paulsen - Szpic / Clubtail (głos)
- John Ingle	- Tata Cery (głos)
- Camryn Manheim - Tria (głos)
- Ashley Rose - Dusty (głos)
- Kenneth Mars - Dziadek (głos)
- Michael Clarke Duncan - Duży tata (głos)
- Tress MacNeille - Mama Pterusia / Mama Kaczusi (głos)
- Miriam Flynn - Babcia Długoszyjec (głos)
- Nika Futterman - Rocky (głos)
- Leigh Kelly - Skitter (głos)
- Cree Summer - Lizzie / Bonehead (głos)